# Société des Chemins de fer du Cambrésis

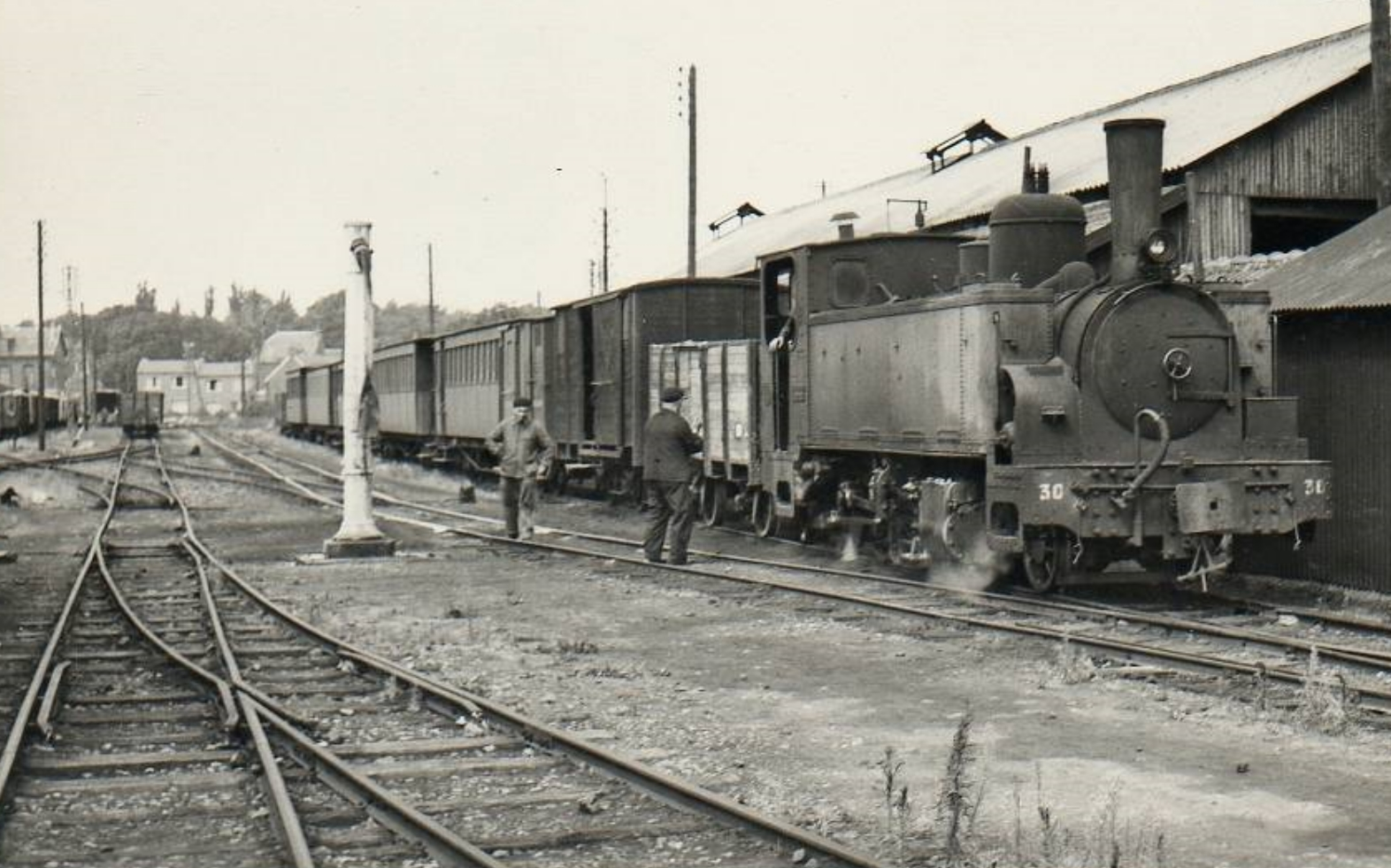
Bahnhof Caudry-Nord, 1950er Jahre

Die Société des Chemins de fer du Cambrésis (CFC) (deutsch: Cambresische Kleinbahn-Gesellschaft) ist ein Verkehrsunternehmen, das vom nordfranzösischen Caudry aus operiert. Seit 1880 betrieb die Gesellschaft ein bis zu 135 km langes Meterspur-Sekundärbahn-Netz, das teilweise bis 1960 Bestand hatte. Seitdem verkehren für den Personenverkehr nur noch die seit den 1930er Jahren schrittweise eingeführten Straßenomnibusse.

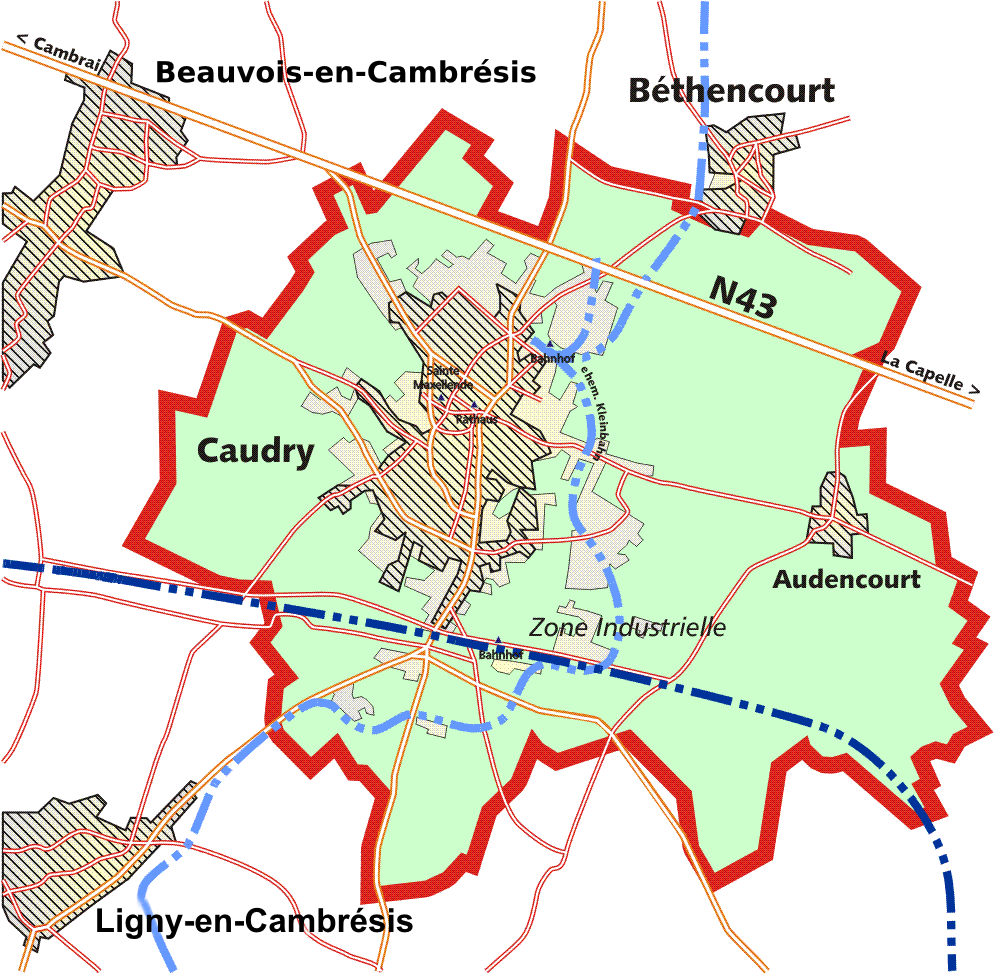
Caudry mit der Hauptbahn (dunkelblau) und den Strecken der Gesellschaft (hellblau)

Die Strecken lagen im Département Nord mit Ausnahme des 38 Kilometer langen Südteils der Strecke Caudry–St Quentin, die in das Département Aisne hineinführte.

## Strecken
Alle Strecken lagen im Département Nord mit Ausnahme von 35 km der Strecke Caudry–St Quentin, die durch das Département Aisne führten.
| Strecke                       | Länge | Inbetriebnahme | Schließung | Bemerkung                                                                        |
| ----------------------------- | ----- | --- | --- | -------------------------------------------------------------------------------- |
| Cambrai–Caudry Camb.–Catillon | 36 km | 15. August 1881 b.Le Cateau; 1. Mai 1886 Rest | 17. März 1936 Pv; 1. September 1955 Gv |                                                                                  |
| Caudry Camb.–St Quentin Nord  | 57 km | 1. Januar 1887 b.Walincourt; 10. Oktober 1887 b.Villers-O.; 6. Mai 1888 b.Le Catelet; 14. April 1892 b.St.Quentin Camb.; 28. März 1904 b.St.Qu.Nord | 1914 Pv St.Quentin Cambr.–St.Q. Nord, 1936 Gvdto.; 17. März 1934 Pv b. Le Catelet; 1936 Pv Rest; 31. Dezember 1954 Gv im Dep. Aisne; 1. September 1955 Gv Rest |                                                                                  |
| Caudry Camb.–Denain           | 28 km | 28. März 1891 b.Douchy; 25. August 1891 Rest | 16. Oktober 1960 Pv; 31. Dezember 1960 Gv |                                                                                  |
| Solesmes–Quiévy               | 7 km  | 28. Oktober 1907 | 31. Dezember 1930 Pv; 1. Juli 1929 Gv b. Biastre; 1939 Gv Rest                                                                                                 | Ab 1924 Betriebsführung für die Société générale des chemins de fer économiques. |

## Geschichte

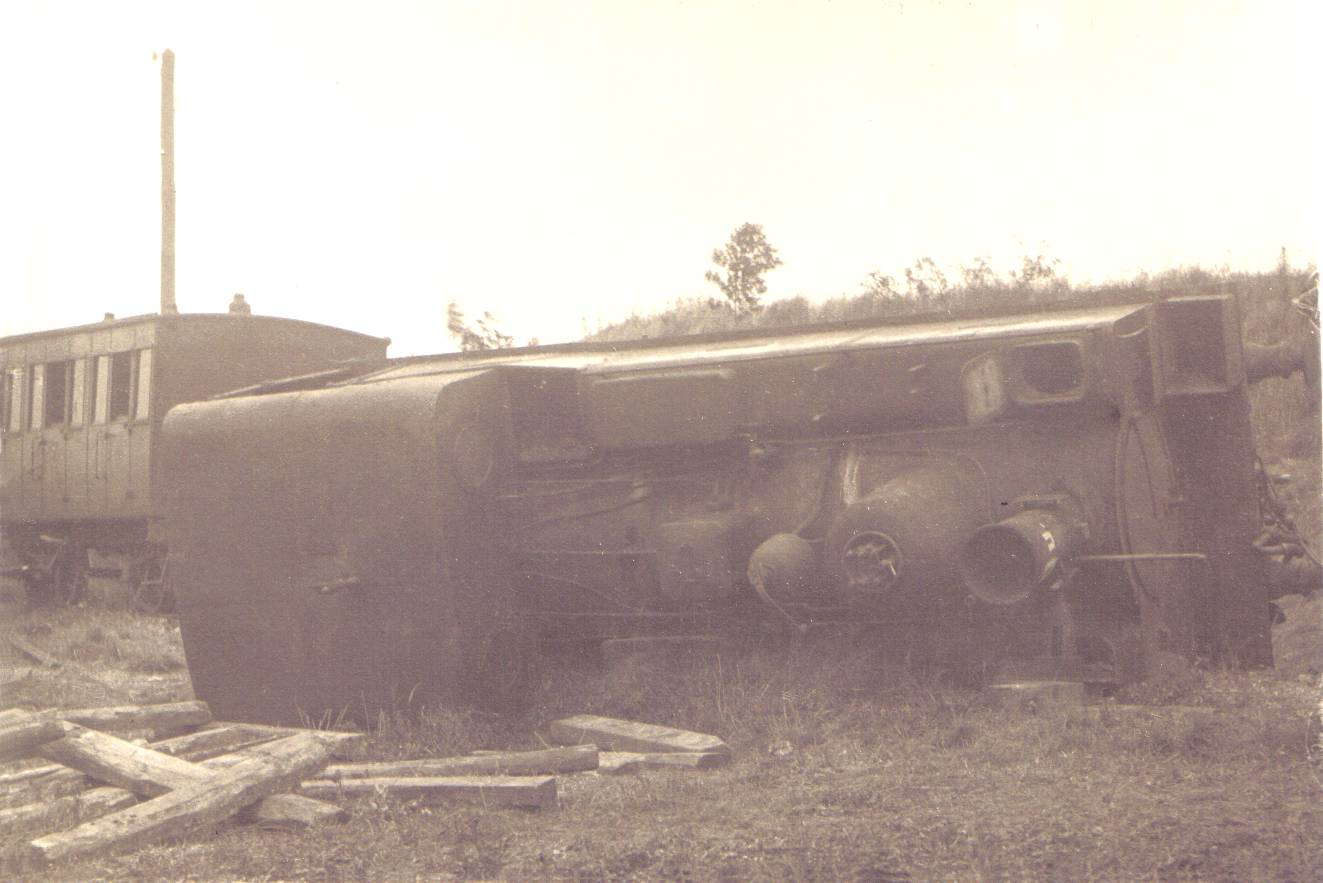
Im Ersten Weltkrieg durch Kriegseinwirkung umgestürzte Lok

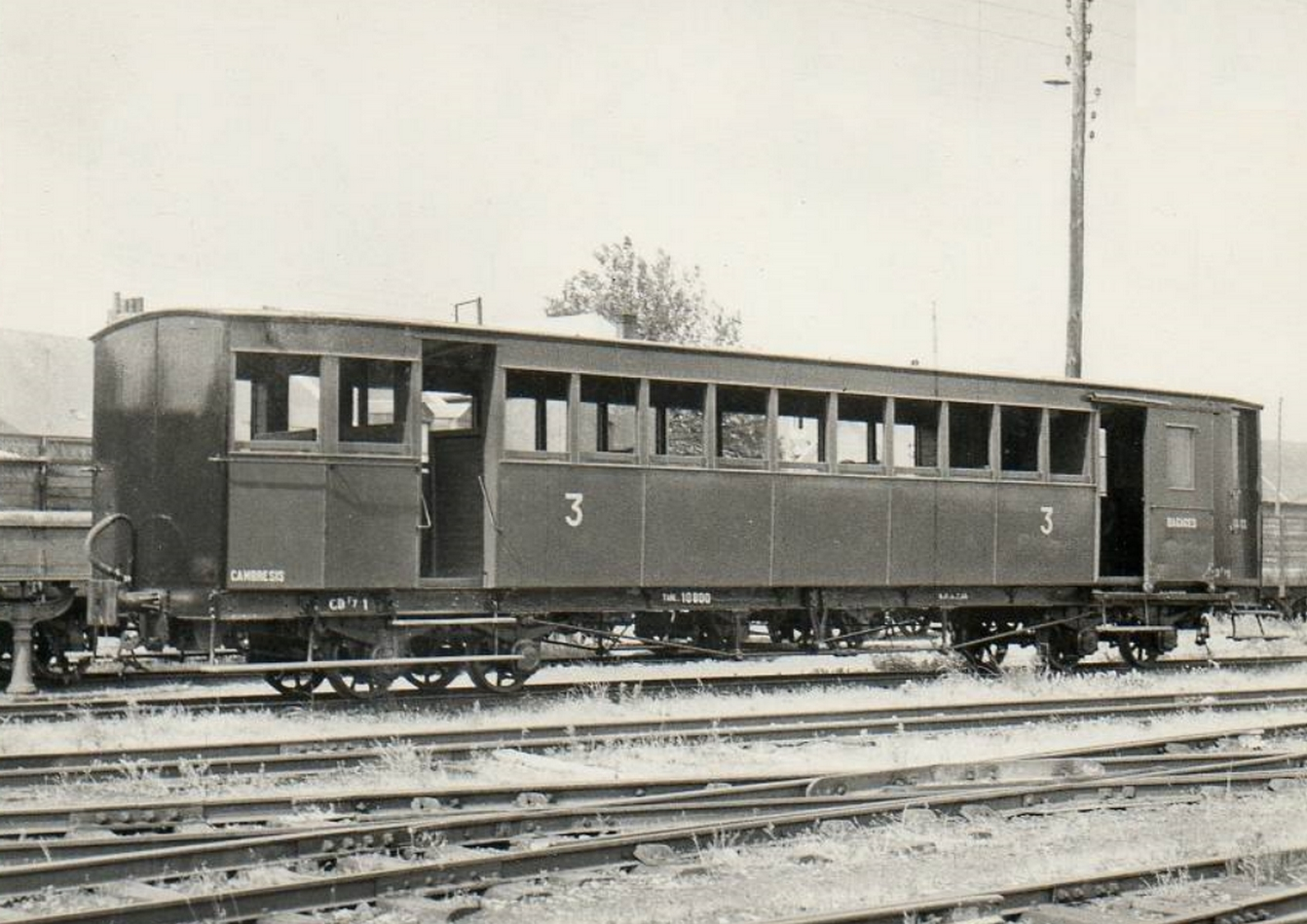
Personenwagen 3. Klasse Anfang des 20. Jahrhunderts

Die Gesellschaft wurde 1880 von den drei Ingenieuren Pierre Émile Chevalier, Pierre-Louis Rey, beide aus Paris, und Alfred Lambert aus Cambrai gegründet. Das Versorgungsgebiet berührte 15 Gemeinden mit über 44.500 Einwohnern.
Ausgangs- und Knotenpunkt war die Stadt Caudry, wo sich auch die zentrale Werkstatt befand. Hier kreuzten sich die Ost-West-Strecke von Cambrai nach Catillon, deren erstes Teilstück am 15. August 1881 eröffnet wurde, und die Nord-Süd-Strecke von Denain nach St. Quentin, die im Wesentlichen zwischen 1887 und 1892 entstand. Von dem ursprünglichen Endpunkt der Kleinbahn in St. Quentin (Cambr.B.) führte seit 1904 eine sieben Kilometer lange Verbindungsbahn um die Stadt herum zum Bahnhof der Nordbahn; Personenzüge verkehrten hier aber nur bis zum Jahr 1914; denn die meisten Fahrgäste benutzten die städtische Straßenbahn zur Weiterfahrt. Der Güterverkehr blieb noch bis 1936 in Betrieb.
Die Ost-West-Strecke war als Dampf-Tramway entlang der Straßen errichtet worden, während die Nord-Süd-Achse den Charakter einer Lokalbahn besaß. An mehreren Stellen bestand Anschluss an das Netz der Compagnie des chemins de fer du Nord (CF du Nord), kurz Nordbahn genannt.
Die Erträge der Kleinbahn erbrachte hauptsächlich der landwirtschaftliche Güterverkehr, der Personenverkehr war zweitrangig. Im Ersten Weltkrieg lagen die Strecken im Kampfgebiet und wurden zerstört. Deshalb unterstellte die Verwaltung der Departements den Bahnbetrieb nach Kriegsende der behördlichen Regie und beauftragte die Société générale des chemins de fer économiques (SE) mit der Wiederherstellung der Verkehrsverbindungen. Bei dieser Gelegenheit wurde auch ein Wiederaufbau als Normalspurbahn erwogen, jedoch schließlich nicht realisiert.
Seit dem 14. April 1921 kamen die einzelnen Streckenabschnitte nach und nach in Gang. Im Jahre 1924 konnten sich die Cambresischen Kleinbahnen (CFC) wieder selbst verwalten; dazu übertrug man ihnen noch die Betriebsführung der in Quiévy (nördlich von Caudry) abzweigenden SE-Strecke nach Solesmes. Sie war erst am 28. Oktober 1907 eröffnet und nach dem Krieg am 25. Oktober 1922 reaktiviert worden. Doch schon am Jahresende 1930 wurde der Personenverkehr eingestellt. Der Güterverkehr war zwischen Biastre und Solesmes bereits am 1. Juli 1929 beendet worden, während auf dem Reststück noch bis zum Beginn des Zweiten Weltkriegs 1939 Zuckerrüben transportiert wurden.
In den 1930er Jahren begann auch der Rückzug des Schienenverkehrs im Stammnetz der CFC selbst, weil hier der Einsatz von Triebwagen nicht den erhofften Erfolg gebracht hatte. Der Personenverkehr endete am 17. März 1934 auf den Strecken Cambrai–Caudry–Catillon und Caudry–Le Catelet sowie 1936 auf dem anschließenden südlichen Reststück bis St. Quentin.
Der Güterverkehr hatte den Zweiten Weltkrieg im gesamten Netz der CFC bis auf kleine Teilstrecken relativ gut überstanden. Auf dem Abschnitt im Departement Aisne wurde er noch bis Jahresende 1954 bedient. Der übrige Güterverkehr endete am 1. September 1955. Nur auf der 28 Kilometer langen Strecke von Caudry nach Denain im Norden hielt sich der Gesamtverkehr länger, und zwar die Personenbeförderung bis zum 16. Oktober 1960, die Güterbeförderung bis zum Jahresende 1960.

## Fuhrpark

### Dampflokomotiven

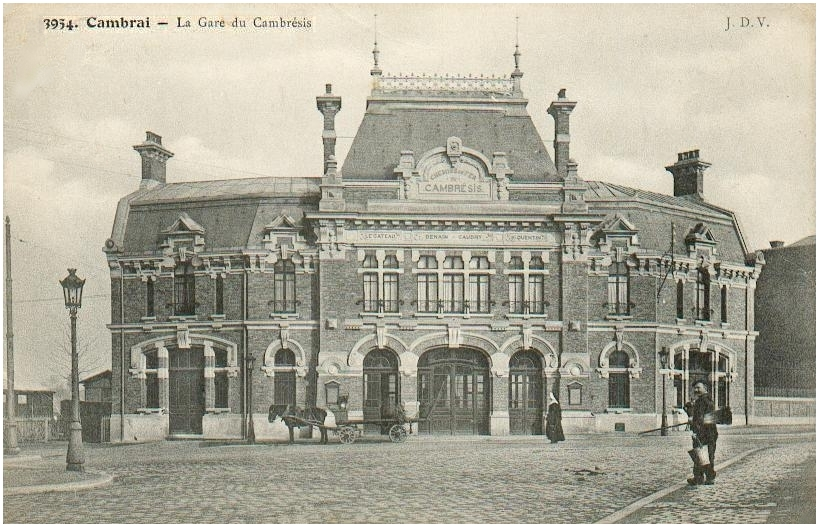
Bahnhof Cambrai

Der Lokomotivpark der Chemins de fer du Cambrésis bestand aus drei- und viergekuppelten Tenderlokomotiven. Wichtigster Lieferant mit 23 Lokomotiven war der Pariser Hersteller Corpet-Louvet (Louis Corpet, ab 1889 Veuve Corpet & L. Louvet, ab 1912 Corpet-Louvet & Cie). Weitere Hersteller waren die Societè Fives-Lille aus Lille und Pinguely mit jeweils vier Lokomotiven. Zwei der Lokomotiven wurden bei Arnold Jung Lokomotivfabrik, Jungenthal gebaut.
| Baujahr | Hersteller    | Fabrik-Nr. | Achs-Formel | Lok-Nr. | Name         | Bemerkung                                                               |
| ------- | ------------- | ---------- | ----------- | ------- | ------------ | ----------------------------------------------------------------------- |
| 1880    | Corpet        | 315        | 030T        | 1       | L'Escault    |                                                                         |
| 1881    | Corpet        | 330        | 030T        | 2       | La Selle     |                                                                         |
| 1888    | Corpet        | 493        | 030T        | 5       | Clary        | verkauft nach England, trägt jetzt das Namensschild der FL 030T Cambrai |
| 1890    | Corpet-Louvet | 515        | 030T        | 6       | Le Catelet   |                                                                         |
| 1890    | Corpet-Louvet | 517        | 030T        | 7       | Denain       |                                                                         |
| 1891    | Corpet-Louvet | 518        | 030T        | 8       | Quiévy       |                                                                         |
| 1891    | Corpet-Louvet | 531        | 030T        | 9       | St Quentin   |                                                                         |
| 1891    | Corpet-Louvet | 560        | 030T        | 10      | Levergies    |                                                                         |
| 1895    | Corpet-Louvet | 664        | 030T        | 11      | Anzin        |                                                                         |
| 1895    | Corpet-Louvet | 665        | 030T        | 12      | Douchy       |                                                                         |
| 1899    | Corpet-Louvet | 838        | 030T        | 13      | Caudry       | zwischen 1914 und 1918 verschwunden                                     |
| 1899    | Corpet-Louvet | 841        | 030T        | 14      | Walincourt   | zwischen 1914 und 1918 verschwunden                                     |
| 1900    | Corpet-Louvet | 745        | 030T        |         |              | keine Nummer angegeben                                                  |
| 1912    | Corpet-Louvet | 1134       | 030T        | 22      |              |                                                                         |
| 1936    | Corpet-Louvet | 1455       | 130T        | 32      |              |                                                                         |
| 1936    | Corpet-Louvet | 1452       | 130T        | 33      |              |                                                                         |
| 1943    | Corpet-Louvet | 1866       | 141T        | 40      |              | nur vorübergehend, 1947 an CF Conakry-Niger                             |
| 1943    | Corpet-Louvet | 1867       | 141T        | 41      |              | nur vorübergehend, 1947 an CF Conakry-Niger                             |
| 1943    | Corpet-Louvet | 1868       | 141T        | 42      |              | nur vorübergehend, 1947 an CF Conakry-Niger                             |
| 1945    | Corpet-Louvet | 778        | 030T        | 13      |              |                                                                         |
| 1948    | Corpet-Louvet | 1924       | 141T        | 40      |              |                                                                         |
| 1948    | Corpet-Louvet | 1925       | 141T        | 41      |              | nach Kesselexplosion im Januar 1953 wiederhergestellt                   |
| 1948    | Corpet-Louvet | 1926       | 141T        | 42      |              |                                                                         |
| 1927    | Pinguely      | 356        | 030T        | 21      |              |                                                                         |
| 1904    | Pinguely      | 171        | 130T        | 34      |              | 1936 von Chemins de Fer Départementaux de la Côte d’Or                  |
| 1904    | Pinguely      | 172        | 130T        | 35      |              | 1936 von Chemins de Fer Départementaux de la Côte d’Or                  |
| 1904    | Pinguely      | 173        | 130T        | 36      |              | 1936 von Chemins de Fer Départementaux de la Côte d’Or                  |
| 1912    | Piguet        |            | 130T        | 30      |              |                                                                         |
| 1917    | Piguet        |            | 130T        | 31      |              |                                                                         |
| 1880    | Fives-Lille   | 2410       | 030T        | 1       | Cambrai      |                                                                         |
| 1880    | Fives-Lille   | 2411       | 030T        | 2       | Cateau       |                                                                         |
| 1880    | Fives-Lille   | 2412       | 030T        | 3       | Beauvois     |                                                                         |
| 1880    | Fives-Lille   | 2413       | 030T        | 4       | Catillon     |                                                                         |
| 1907    | Jung          |            | 040T        | 15      | Denain-Anzin |                                                                         |
| 1911    | Jung          |            | 040T        | 16      | Valenciennes |                                                                         |